# Vitamina (album)
Vitamina è un album del cantante italiano Leandro Barsotti, pubblicato nel 1994 dalla BMG-Ariola. La title track che dà il titolo all'album è riferimento anche all'omonimo pupazzo (che è una cornacchia maschio con un ciuffo blu) del programma per bambini e ragazzi Caffellatte, trasmesso su Canale 5 nella stagione 1987-1988 e su Italia 1 dal 1988 al 1990.

## Tracce
1. Vitamina
2. Mi piace
3. Tutto bene
4. Quando sei vicino a me
5. Lo specchio
6. Ritorno
7. Voglio che mi ami
8. Mick digei
9. La nostra pelle
10. Uomini animali

## Formazione
- Leandro Barsotti – voce, cori
- Michele Canova Iorfida – batteria, programmazione, percussioni
- Claudio Guidetti – chitarra acustica, cori, tastiera, pianoforte, slide guitar, basso
- Alex Baroni, Lalla Francia, Matteo Cifelli – cori